# Gyposaurus
Gyposaurus — рід ящеротазових динозаврів, що існував у ранній юрі (196—190 млн років тому). Таксономічний статус роду є спірним, деякі дослідними види Gyposaurus вважають нестатевозрілими особинами інших родів.

## Історія досліджень
У 1911 році у відкладеннях геологічної формації Елліот у Південній Африці знайдені рештки завроподоморфа. Було виявлено 11 спинних та 6 хвостових хребців, черевні ребра з частиною правої лопатки, елементи таза та частина задньої правої кінцівки. Роберт Брум описав вид як Gyposaurus capensis, проте ототожнював його з родом Hortalotarsus (тепер молодший синонім Massospondylus). У 1976 році Пітер Галтон відніс вид до роду Anchisaurus. Вже у 1981 році Майкл Купер синонімізував вид з Massospondylus carinatus.
У 1940 році у відкладеннях формації Люфен у провінції Юньнань на півдні Китаю виявлений частково збережений скелет, який китайський палеонтолог Ян Чжунцзянь описав під ім'ям Gyposaurus sinensis. У 1976 році Пітер Галтон розглядав вид як неповнолітню особу. У 1992 році китайський палеонтолог Дун Чжімін відніс до Lufengosaurus. У 1992 році китайський палеонтолог Дун Чжімін систематизував рештки до роду Anchisaurus. Дослідження 2004 року показали деякі відмінності від Anchisaurus. Ймовірно рештки належать представнику родини Anchisauridae, але видовий статус залишається невизначеним.